# Moon Flights
Moon Flights S.A.S (Moon Flights) Es una aerolínea regional de Colombia. Su centro de operaciones es en el Aeropuerto Olaya Herrera de la ciudad de Medellín, desde donde opera rutas nacionales en Antioquia y en departamentos vecinos. Fue constituida en el año de 2021 para el servicio de vuelos comerciales. En el año 2022 empezó a operar vuelos regulares desde Medellín hacia Bahía Solano.
Al comenzar su operación regular, Moon Flights comenzó con 2 aeronaves de tipo British Aerospace Jetstream que habían sido operadas por Aerolínea de Antioquia, cubriendo rutas al departamento del Chocó. En la actualidad, Moon Flights cuenta con una flota de 6 aeronaves, las cuales vuelan a 11 destinos en Colombia.
De manera ocasional, la aerolínea realiza vuelos chárter a nivel nacional e internacional.
Actualmente, puedes encontrar vuelos a Medellín, Bahía Solano, Apartado, Quibdó, Nuqui, Corozal, El Bagre, Caucasia, Acandí, Tolú y adicionalmente tiene conexiones entre Bahía Solano y Quibdo, Bahía Solano y Cartago, Quibdo y Nuquí, Quibdó y Cali, Apartadó y Quibdo. 
Es una de las pocas aerolíneas reguladas y certificada para operar bajo el RAC 121 en Colombia, lo cual será obligatorio en un futuro para todas las aerolíneas Colombianas y cumple con todos los estándares de seguridad exigidos por la Aeronáutica Civil de Colombia.

## Servicios
Moon Flights actualmente opera como transporte aéreo regular de pasajeros, carga y correo en todos los destinos mencionados, además, presta servicios de escala en aeropuerto (Handling) y atención de aeronaves y adicionalmente, realiza vuelos charter a nivel nacional e internacional.

## Destinos
- Medellín
- Bahía Solano (Colombia)
- Bahía Solano (Colombia) - Quibdó - Bahía Solano (Colombia)
- El Bagre
- Quibdó
- Apartadó
- Acandí
- Nuquí
- Tolú
- Bahía Solano (Colombia) - Cartago (Valle del Cauca) - Bahía Solano (Colombia)
- Corozal (Colombia)
- Quibdó - Apartadó - Quibdó
- Quibdó - Cali - Quibdó
- Medellín - Caucasia - Medellín

## Galeria de Imágenes

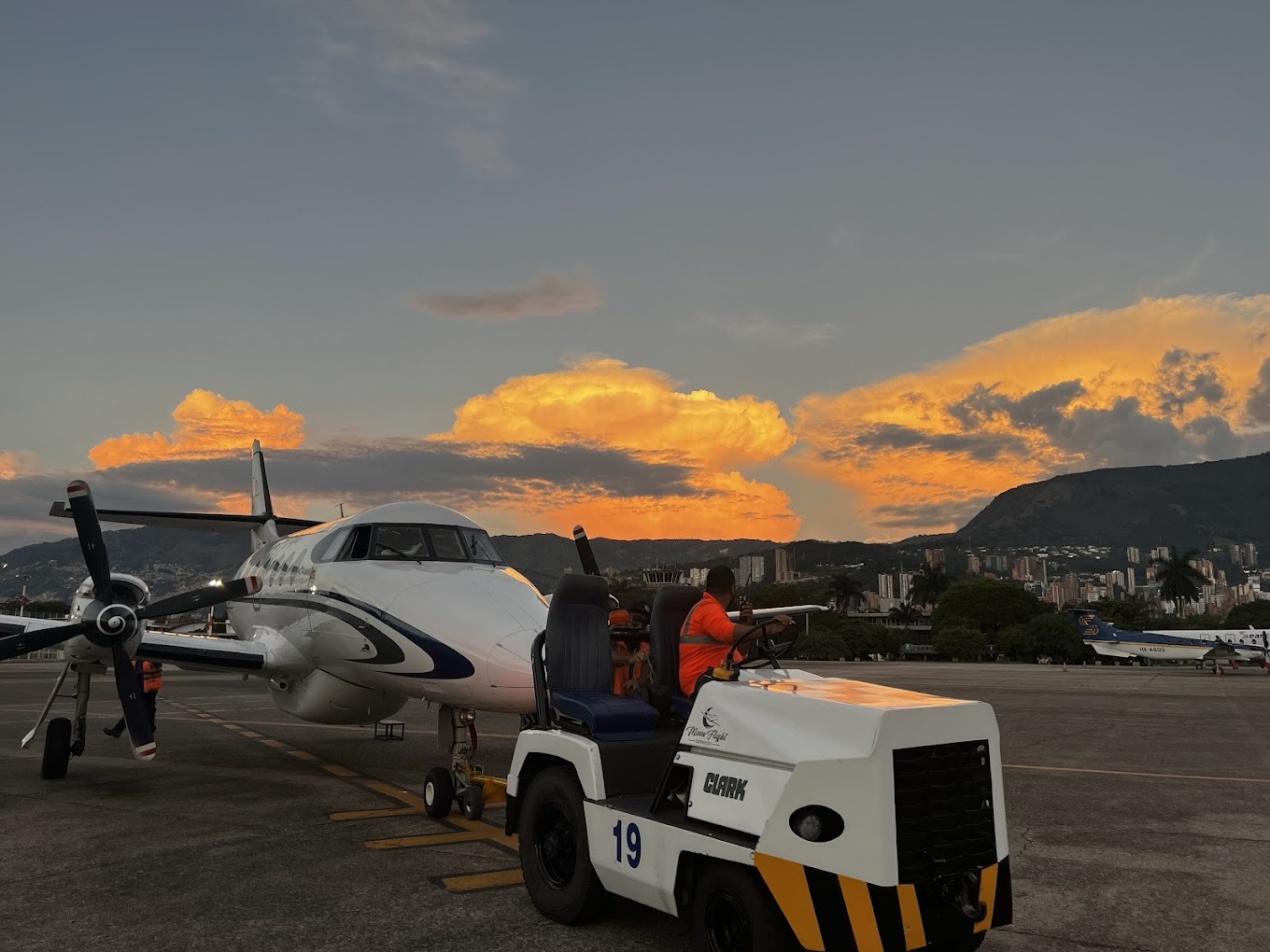
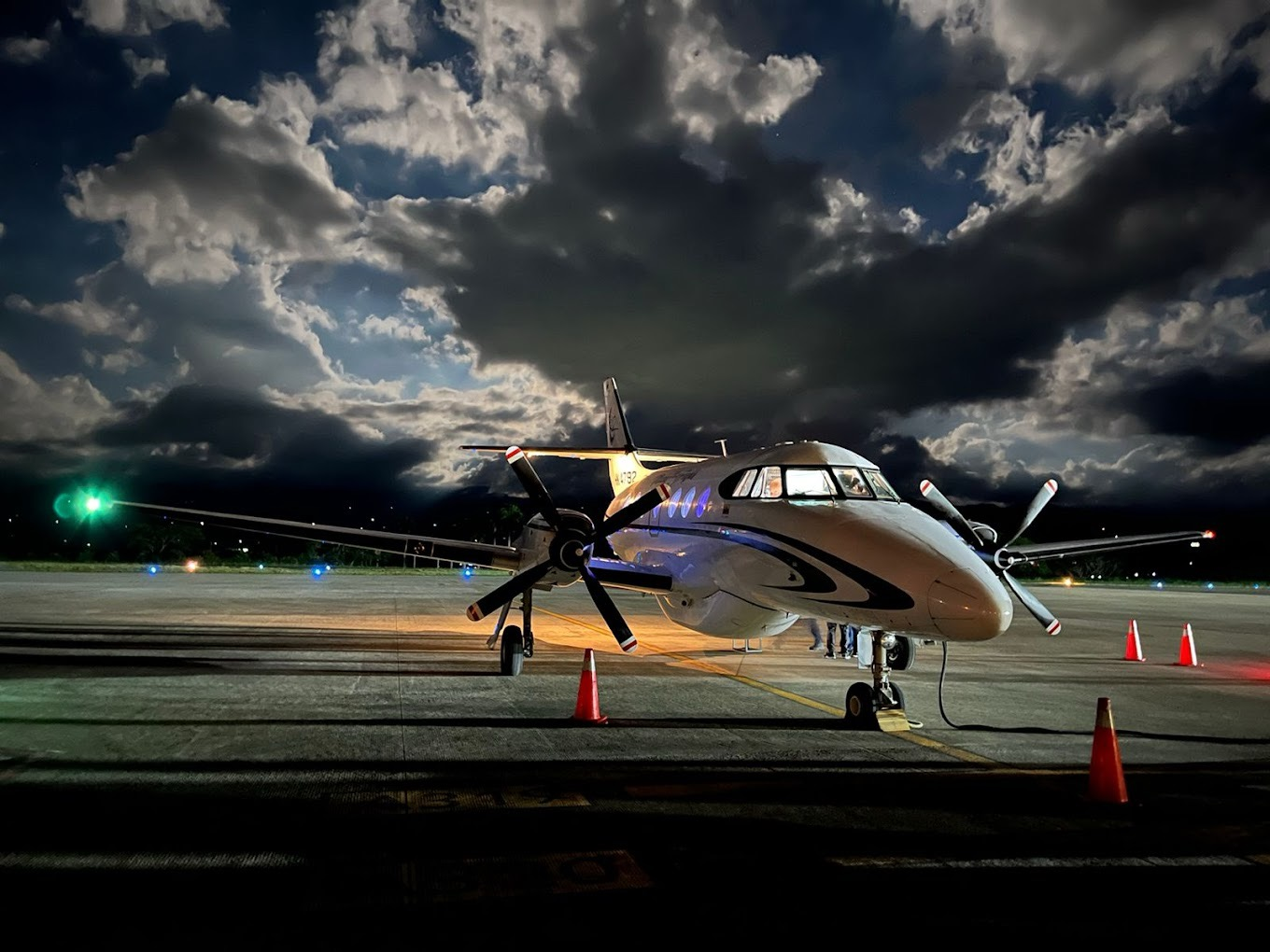
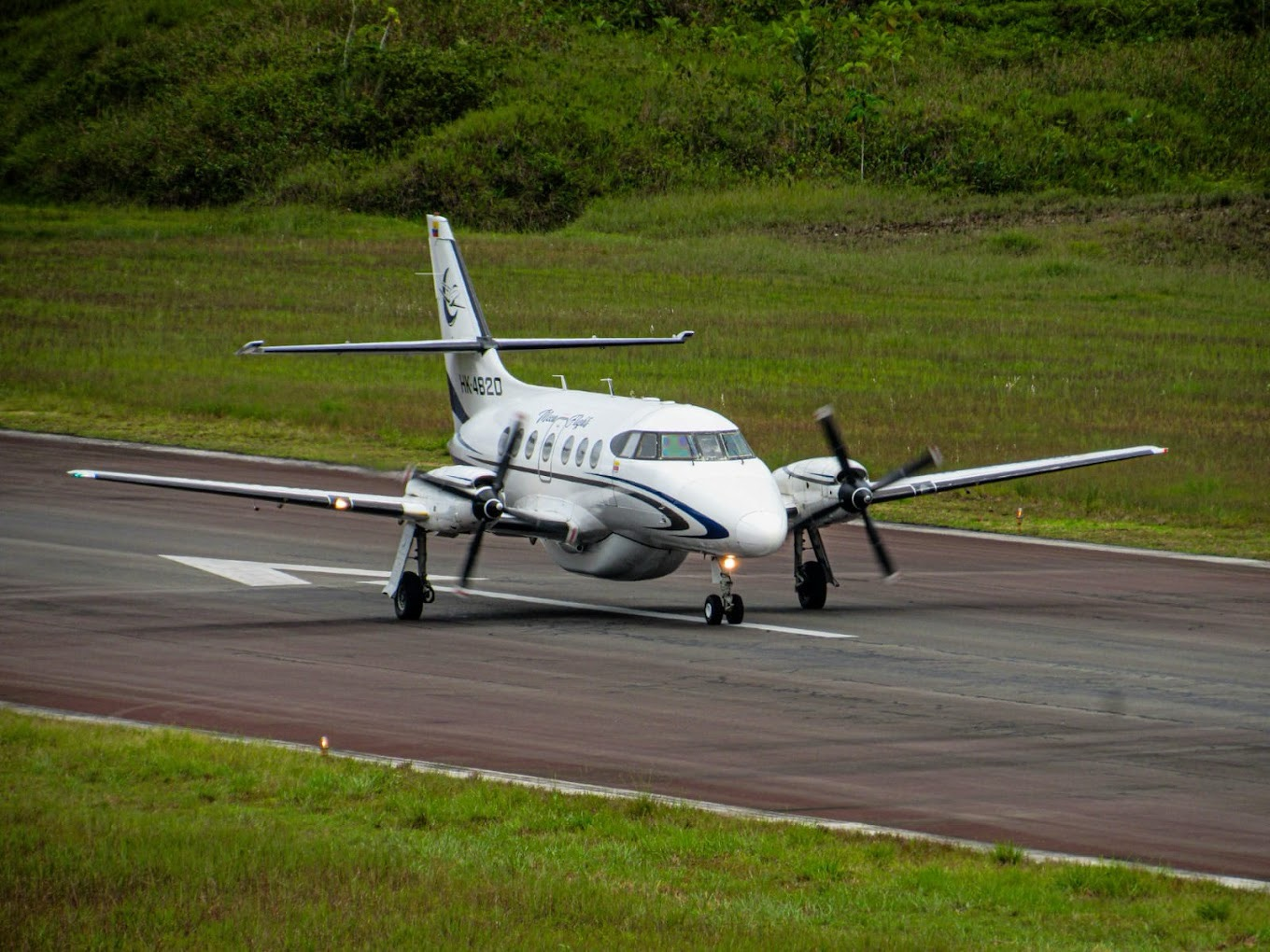
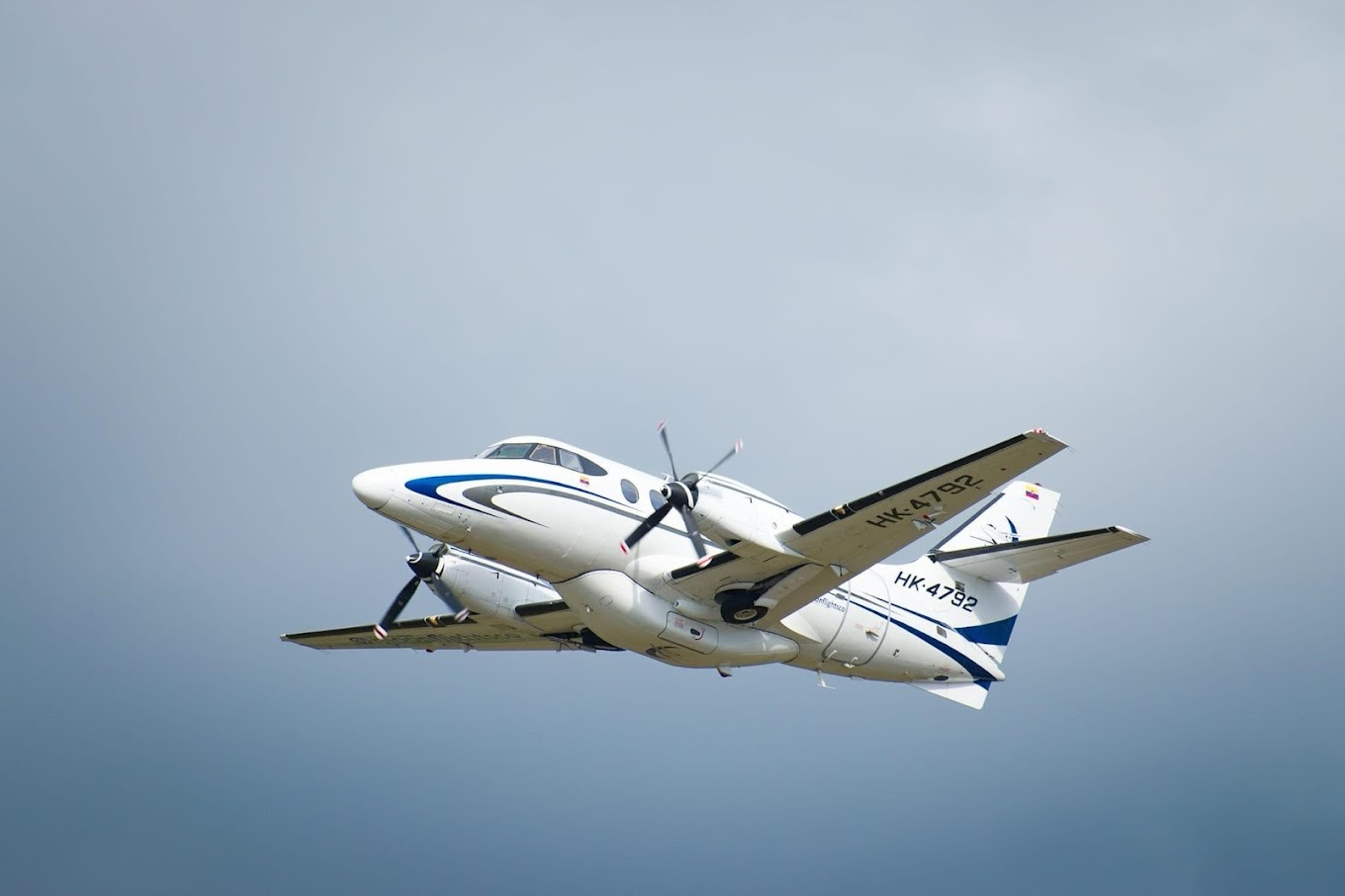
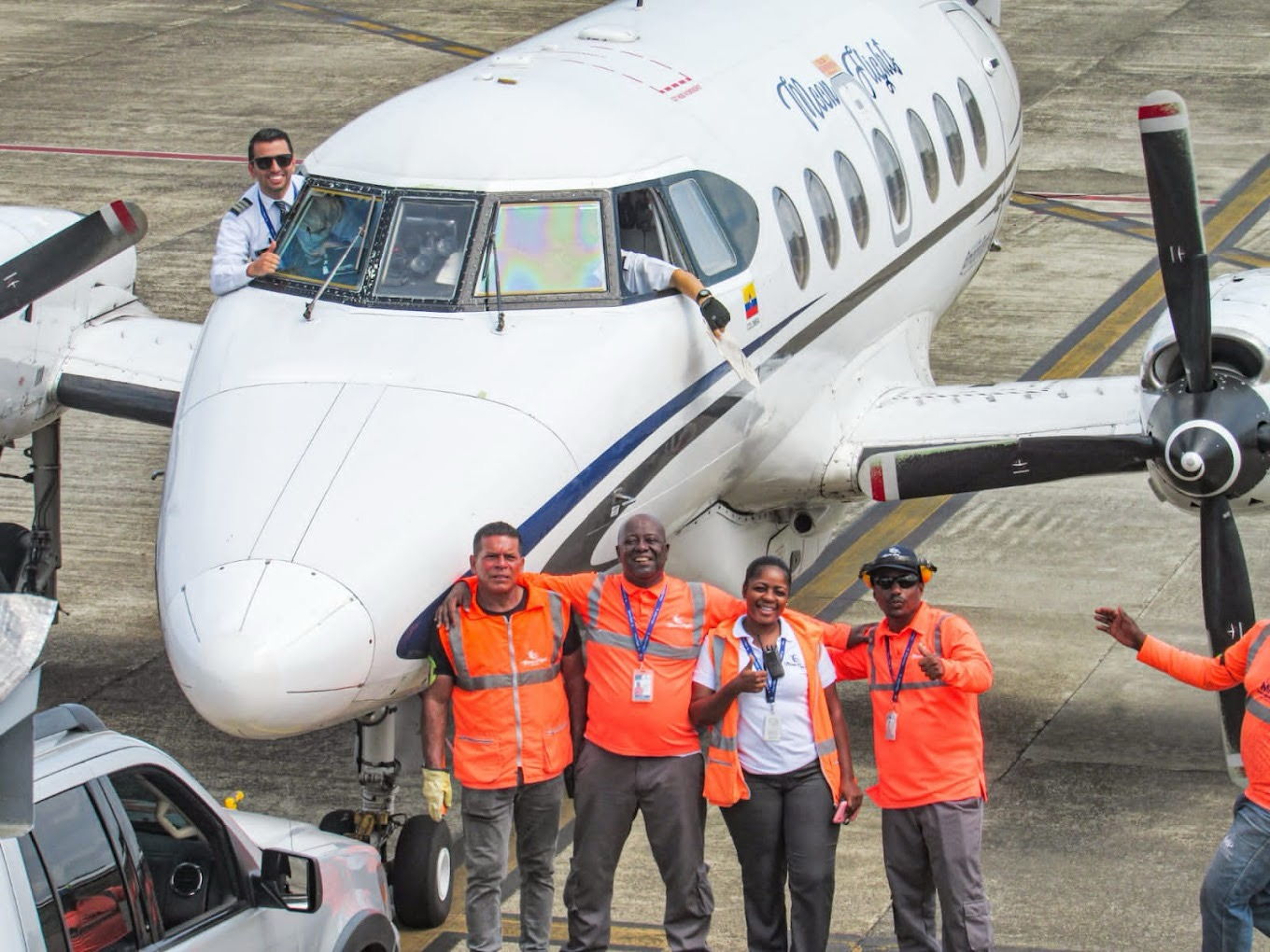